# 联共（布）党史简明教程
《全联盟共产党（布尔什维克）历史：简明教程》（俄语：История Всесоюзной Коммунистической Партии (Большевиков): Краткий курс），簡稱《联共（布）党史简明教程》（Краткий курс истории ВКП(б)），是1938年苏联出版的斯大林主义历史著作，主要论述全联盟共产党（布尔什维克）历史，对苏联国内意识形态和国际共产主义运动影响深远，被称为“共产主义的圣经”和“马克思列宁主义基本知识的百科全书”。1938年9月到1953年的15年里，共出版67种文本，再版3百余次，总印数达4281.6万册，是苏联图书出版史上发行量最大的书籍之一。

## 出版
1932年，苏联领导人斯大林曾决定，“结束对党史叙述的随意性和混乱状态，消除在已出版的许多党史教科书中存在的大量各种不同的观点和对党的理论和党的历史中的一些重要问题的随意解释。”在他的主导下，联共（布）中央成立了“编写联共（布）党史小组”，授权全体中央书记即斯大林、波斯特舍夫、卡冈诺维奇、莫洛托夫、斯捷茨基、皮亚特尼茨基负责审定工作。1935年10月成立了以联共（布）中央书记日丹诺夫为首的筹备编写这部教科书的专门委员会（即联共（布）中央特设委员会）。
1938年9月起在《真理报》登载，次月出版。全书共12章，叙述了自1883年至1937年的历史。《真理報》發表的期間，共産國際執委會迅速做出決議，要求各國共産黨要認真學習。《真理报》发表社论称：“认真地、仔细地、坚持不懈地研究《联共（布）党史简明教程》是每个布尔什维克、党员和非党人士的职责”，并且强调进行浩大的宣传鼓动工作。联共（布）中央称这本书为“掌握布尔什维主义的不可取代的指南”、“具有世界意义的伟大历史文献”，俄国东正教认为俄罗斯民族是“上帝选定的民族”，要他们担负“第三罗马”的使命来拯救世界，布尔什维克的“世界革命”思想基本上脱胎于此。
1938年9月27日，联共（布）中央政治局决定把此书翻译成法文、英文、德文、波兰文、捷克文、瑞典文、芬兰文、西班牙文、意大利文、中文、日文、马来文、“印度斯坦文”、保加利亚文和“南斯拉夫文”，最后期限为1938年11月15日，历时1个半月。 联共中央专门决议根据联共历史来说明马克思主义和列宁主义的基本思想，以在全世界推广斯大林模式。
在1930年代，斯大林曾试图借《苏联国内战争史》向世界传授俄国革命的经验，他认为“《简明教程》的一项任务，就“是要清洗脑筋，以免将马克思列宁主义的一些众所周知的概念和术语低级趣味化，完全恢复作为布尔什维克主义财富的那些观点，使其不受灰渣的侵袭，使其不被低级趣味化。”1938年11月14日，联共中央决议《简明教程》“是对联共党史的主要问题和马克思列宁主义的官方的、可信的说法，不允许有任何其他的、任意解释。”
此书出版后，其他所有关于联共党史的著作统统被封存或烧毁，关于联共历史上的各种事件、人物的写法、评价统统按照《简明教程》改写，斯大林成了党史中的主角。联共中央和共产国际执委会立即发出通知，要求联共全体党员和各国共产党人都要认真学习，并将书中的口径作为理解苏共党史和马克思主义基本理论的唯一范本。该书的出版的目是“要给党的积极分子对联共（布）党史有一个统一的指导，使党员和积极分子对这种指导不产生怀疑...表达思想、说明观点、阐述党的方针”。1939年10月1日，《教程》出版一周年，《真理报》称《教程“是斯大林本人对我们干部的关怀和最大的关注”，“是中国劳动人民获取马克思列宁主义领域中基本知识的百科全书”，“是对马克思列宁主义宝库的最有价值的新贡献并且是其辉煌的发展”，“是最先进的科学”。同时，辩证唯物主义和历史唯物主义教研室被取消，除了人文科学各系外高校停止了哲学课。苏联高等院校开设“马克思主义-列宁主义基础”的新课程，以《简明教程》作为教材，直到苏共20大以后此课程才被取消。当时，此书成为了理论和意识形态的准则，规定了哲学社会科学的研究范围。
该书在苏联国内再版300多次，译成31个国家的文字，在世界共发行了约4.7亿册。为了检查和控制的顺利进行，斯大林在组织机构上进行了调整，把党的宣传鼓动工作集中在一个部门，与报刊部合并为统一的联共（布）中央宣传鼓动局，同时在每个共和国、边疆区和州的党组织中成立相应的宣传鼓动部。1939年10月19─20日，共產國際執委會決定廣泛宣傳和學習该书。

## 内容
编写期间，斯大林本人提出了编写依据：
1. 为在俄国建立马克思主义的、社会民主主义的政党而斗争（从普列汉诺夫的“劳动解放小组——1883年到《火星报》最初几期的问世——1900—1901年”）
2. 俄国社会民主工党的成立和党内布尔什维克派与孟什维克派的出现（1901—1904年）
3. 日俄战争和第一次俄国革命时期的孟什维克和布尔什维克（1904—1907年）
4. 斯托雷平反动时期的孟什维克和布尔什维克以及布尔什维克形成为一个独立的社会民主工党（1908—1912年）
5. 第一次帝国主义战争前工人阶级兴起时期的布尔什维克党（1912—1914年）
6. 帝国主义战争和第二次俄国革命，即二月革命时期的布尔什维克党（1914—1917年2、3月）
7. 十月社会主义革命准备和发动时期的布尔什维克党（1917年4月—1918年）
8. 国内战争时期的布尔什维克党（1918—1920年）
9. 转向恢复国民经济和平工作时期的布尔什维克党（1921—1925年）
10. 为国家社会主义工业化而斗争时期的布尔什维克党（1926—1929年）
11. 为农业集体化而斗争时期的布尔什维克党（1930—1934年）
12. 建成社会主义社会和实施新宪法时期的布尔什维克党（1935—1937年）

### 五阶段论
列宁和斯大林提出了“五种社会形态说”或“五阶段论”，认为人类历史是沿着原始社会、奴隶社会、封建社会、资本主义社会、社会主义社会的直线发展。理论的源头自马克思和恩格斯，如《德意志意识形态》、《共产党宣言》、《雇佣劳动与资本》以及《家庭、私有制和国家的起源》。斯大林在《联共（布）党史简明教程》的《论辩证唯物主义和历史唯物主义》一节中把五种社会形态体系化，变成了自然科学意义上绝对不可更改的规律。该书与《苏联共产党历史》提出“人民才是历史的真正的创造者”。历史的进程不以人的意志为转移。只有人民才是创造历史的动力。

### 阶级斗争学说
斯大林强调阶级斗争、路线斗争不可避免，认为“如果不作这样的说明，联共历史上各种流派的斗争就会被看作是不可理解的纠纷，而布尔什维克就会被看作是一些不可救药的好闹纠纷和好打架的人。”该书出版期间，苏联正值大清洗，该书为此提供了依据，认为社会主义建设阶段阶级斗争越来越尖锐的理论、堡垒最容易从内部攻破的理论，说这是“列宁的著名原则”。

### 民主集中制
该书把民主集中制概括为：“（一）党的各级领导机关从上到下按选举产生；（二）党的各级机关定期向自己的党组织报告工作；（三）严格遵守党的纪律，少数服从多数；（四）上级机关的决议，下级机关和全体党员必须绝对执行。”

### 结论
1. 没有一个革命的无产阶级政党，无产阶级革命和无产阶级专政就不可能胜利；
2. 工人阶级政党不掌握马列主义理论，就不能充当无产阶级革命的组织者和领导者；
3. 不粉碎破坏工人阶级统一的小资产阶级政党，无产阶级革命就不能胜利；
4. 工人阶级政党要同自己队伍中的机会主义者作不调和的斗争；
5. 党不能陶醉于胜利而骄傲，要注意自己工作中的缺点，承认并开诚布公地及时纠正自己的错误，才能成为工人阶级的领导者；
6. 工人阶级政党要同群众建立广泛联系，倾听群众呼声、了解群众疾苦，要有教导群众而且向群众学习的决心。
7. 苏联已经建成社会主义社会，开始向共产主义过渡。

该书的特点是“以论代史”，将史实按照主观论述需要加以剪裁，突出部分领导人的个人作用。批判者认为该书是一部“无人化”的历史，在其中仅有类似于神的列宁、斯大林两个英雄人物，以及一群反对他们的“鬼”。将苏俄历史改为一部“路线斗争”史。把十月革命的胜利说成是列宁和斯大林两人领导的，为他从肉体上消灭十月革命的其他领导人托洛茨基、加米涅夫、季诺维也夫制造了“根据”。斯大林在《联共（布）党史简明教程》中宣告：“苏维埃国家的主人是苏联人民，而李可夫、布哈林、季诺维也夫、加米涅夫之流的老爷不过是暂时窃据了国家职务，而这个国家是随时都可以把他们从办公室里当作垃圾扔出去的。”
斯大林为统一各国共产党口徑，宣称蘇聯所做的一切，包括與德國簽訂互不侵犯條約都是正確的，是為了保衛和平與支援世界的社會主義運動；蘇聯的社會主義建設道路是一條金光大道，與一切機會主義分子決裂和分道揚鑣、高速工業化、苏联农业集体化、以“大清洗”的方式無情鎮壓階級敵人和人民之敵是社會主義的必由之路，只有他的越来越尖锐的党内斗争和社会上的阶级斗争以及“一国建成社会主义”的理论才是维持苏联大国和强国地位的保证。蘇聯已經建成了社會主義，正在向共産主義過渡；斯大林是列寧主義的惟一繼承人，並且豐富和發展了馬克思列寧主義，一切勝利皆是在斯大林的領導下取得的，列寧—斯大林的路線必勝。因此，武装保衛蘇聯，就是保衛世界的和平與社會主義，而為了保衛蘇聯，就必須捍衛斯大林的英明和正確。斯大林所主笔《联共（布）党史简明教程》与日丹诺夫“社会主义现实主义”及诸多政治读物样板确立“党文化”。
对领袖的神化，对斯大林社会主义理论和实践的神化，对斯大林主持下的苏联社会主义建设的神化，对斯大林个人崇拜的神化就成了《联共（布）党史简明教程》的主线。斯大林死后，苏联重新编写《苏共党史》；赫鲁晓夫倒台后,勃列日涅夫时期又重新编写；戈尔巴乔夫时期又要重新编。斯大林的后来者们，无论是马林科夫和赫鲁晓夫，还是勃列日涅夫和戈尔巴乔夫，都没有能摆脱《联共（布）党史简明教程》的书写历史的方法。

## 争议
《联共（布）党史简明教程》是由斯大林提供大纲、提供分期法，最后又由斯大林审阅定稿，推行斯大林个人崇拜。反斯大林主义者认为，这部著作对列宁创建党的历史做了大量的篡改和歪曲，其主要观点为：
1. 新经济政策阶段及其概念被完全排除在党史之外，这就基本否定了列宁的这一创造性政策。
2. 制造了俄国革命的“两个中心”、“两个领袖”的理论，把斯大林提到了同列宁并列的地位。
3. 把一部生动丰富的党史变成了一部干瘪枯燥的党内斗争史。斯大林是除列宁之外提供正确路线、方针和正确理论的唯一“源泉”。
4. 编撰者以种种手法歪曲历史，或借助斯大林的言论为历史事件定性，或者通过突出斯大林著作的方法夸大其历史功绩，甚而通过伪造史实，制造斯大林同列宁的“伟大友谊”，以抬高其历史地位。

《联共党史》以斯大林的个人意志作为评判对与错的唯一标准，竭力丑化和贬低苏共其他领导人，将所有持与斯大林意见不同的元老们，一律斥之为“机会主义”、“人民公敌”、“叛徒”、“卖国贼”、“特务”、“暗害者”等等。为斯大林大规模屠杀老布尔什维克们，实行社会恐怖，制造“完美”理论依据。

## 苏共二十大
1956年2月，赫鲁晓夫在苏共二十大上开始批判对斯大林的个人崇拜，3月28日《真理报》发表题为《为什么个人崇拜和马克思列宁主义精神格格不入？》的专论，列举了《联共（布）党史简明教程》和《斯大林传略》两本书，指责斯大林把一切功劳都归于自己。首次公开批判斯大林的个人崇拜。苏共二十大以后，在全世界掀起了批判斯大林的政治浪潮，该书停止出版。当赫鲁晓夫要在某些方面的表层上调整斯大林模式，与中国共产党产生分歧和论战。南斯拉夫则要求“所有社会主义国家”反对中共的“斯大林主义准则”。中国共产党中央委员会主席毛泽东针对苏联、东欧国家改革反而强化斯大林模式，直到发动文化大革命，把对斯大林模式的任何调整都看成是反马克思主义的“修正主义”、反社会主义的“资本主义复辟”，中国以更加强化的方式来发展经济，1958年开始搞“大跃进”、刮“共产风”。
1987年，苏联领导人米哈伊尔·谢尔盖耶维奇·戈尔巴乔夫重新评价了布哈林，开始重新审视以《联共（布）党史简明教程》为基础的整个意识形态。他认为“（赫鲁晓夫在苏共二十大上全盘否定斯大林）是对极权主义体制的第一次冲击，这是使我国社会朝民主化迈进的第一次尝试。” 1988年底，苏联开始修改从斯大林时代所沿袭下来的哲学教科书，推出全新的教科书《哲学导论》，试图完整展现马克思列宁主义哲学的「全部丰富」。1986年，苏联历史学家马斯洛夫撰文揭示了斯大林对联共党史的篡改。他强调斯大林是有意识地对党史科学进行特殊控制，使之为个人目的服务。

## 对中国共产党的影响

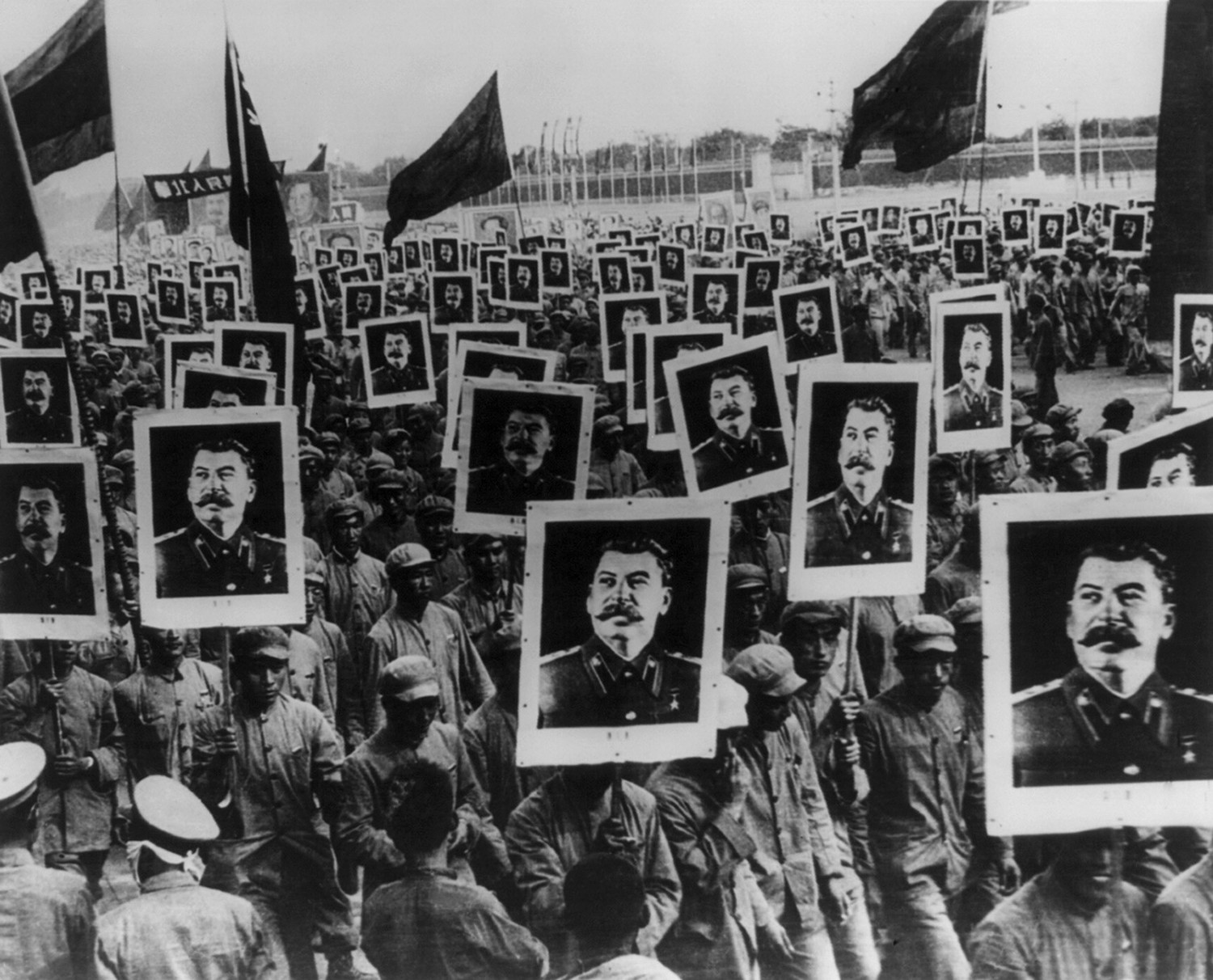
1949年中国庆祝斯大林生日

《联共（布）党史简明教程》是对中国共产党有过重大影响的著作，使斯大林模式传入中国。张锡俦、师哲、谢唯真、李立三等人参与翻译，任弼时也协助苏联外文出版局校订中译本并参与翻译工作。1938年，出版两个月后，《延安日报》开始出现相关介绍。1941年，为加大宣传而发行到十万余册，中共中央高度评价此书为“马克思主义的百科全书，是百年来对国际共运的总结”。此书成为中国共产党学习和宣传马克思的主要教材。
此教程曾长时期被指定为中国全国高校“马列主义基础课”教材。1941年延安整风运动期间，毛泽东表示“研究马克思列宁主义，又应以《苏联共产党（布）历史简要读本》为中心教材。《苏联共产党（布）历史简要读本》是一百年来全世界共产主义运动的最高综合和总结，是理论和实际相结合的典型，在全世界还只有这一个完全的典型。”1938年毛泽东在中共六中全会上根据指出“共产党是反对自己国家的帝国主义战争”。1945年中共六届七中全会仿照斯大林的《联共（布）党史简明教程》的方法，通过正确与错误两条路线斗争的历史对比，来树立毛泽东的绝对权威和正统地位。在1949年以后，中共进一步模仿斯大林的做法，写出一部更系统的类似《联共（布）党史简明教程》那样的中共党史教科书《中国现代革命史讲义》，特点是“以乔木同志的书为经，以伯达同志的书为纬”，同时参照毛泽东的著作和党报各个时期的社论，基本上是史从论出。文化大革命后，除了毛泽东以外，几乎所有在毛泽东之前或与毛泽东同时代的中共党的领导人，在中共党史书中或者被隐去姓名、事迹，或者都成了反革命小丑，共产党历史上的每一项成功，不管有无事实依据，统统记在了毛泽东的头上。
中共上台后，《简明教程》被指定为广大干部学习的基本教材。从50年代初起，宣传部、教育部等就陆续做出规定，强调要“通过党史宣传与教育，帮助人们了解党的历史经验，认识中国近现代社会历史发展的规律，懂得‘没有共产党就没有新中国’和‘只有社会主义才能救中国’的真理，系统地了解毛泽东思想的科学体系，学会运用马克思主义的立场、观点、方法观察问题、解决问题，增强识别和抵制各种错误思潮的能力”。1956年之前《联共(布)党史简明教程》还是全国高校马克思列宁主义基础课的主要教材。此外，中共在《简要读本》的指导下进行了社会主义改造，土地改革、三反五反、思想改造、清查胡风反革命集团、整风反右、大跃进、反修、社会主义教育运动（四清），直到无产阶级文化大革命等一系列政治运动。1964年2月《简明教程》录入中宣部的《干部选读马克思、恩格斯、列宁、斯大林著作目录》作为中共高级干部提高理论水平的教材。而凡是马克思以后的非马克思主义著作只能内部发行。